# (1459) Magnya
(1459) Magnya – planetoida z pasa głównego asteroid okrążająca Słońce w ciągu 5 lat i 206 dni w średniej odległości 3,14 au. Została odkryta 4 listopada 1937 roku w Obserwatorium Simejiz na górze Koszka na Półwyspie Krymskim przez Grigorija Nieujmina. Nazwa planetoidy została nadana przez astronoma, który obliczył jej orbitę. Przed nadaniem nazwy planetoida nosiła oznaczenie tymczasowe (1459) Magnya (1937 VA).